# Villers-Semeuse
Villers-Semeuse település Franciaországban, Ardennes megyében. Lakosainak száma 3628 fő (2022. január 1.). Villers-Semeuse Les Ayvelles, Charleville-Mézières, La Francheville, Lumes és Saint-Laurent községekkel határos.

## Népesség
A település népessége az elmúlt években az alábbi módon változott:
| Lakosok száma | 3358 | 3074 | 3595 | 3230 | 3599 | 3594 | 3604 | 3568 | 3588 | 3628 |
|               | 1968 | 1982 | 1990 | 2006 | 2013 | 2015 | 2017 | 2019 | 2020 | 2022 |